# تومویا فوجی
تومویا فوجی (ژاپنی: 藤井 智也؛ زادهٔ ۴ دسامبر ۱۹۹۸) یک بازیکن فوتبال اهل ژاپن است.
از باشگاه‌هایی که در آن بازی کرده‌است می‌توان به باشگاه فوتبال سانفریس هیروشیما اشاره کرد.